# Insektsmal
Insektsmal (Haplotinea insectella) är en fjärilsart som beskrevs av Fabricius 1794. Insektsmal ingår i släktet Haplotinea och familjen äkta malar. Arten är reproducerande i Sverige. Inga underarter finns listade i Catalogue of Life.